# Monodiamesa improvisa
Monodiamesa improvisa är en tvåvingeart som beskrevs av Makarchenko 1984. Monodiamesa improvisa ingår i släktet Monodiamesa och familjen fjädermyggor. Inga underarter finns listade i Catalogue of Life.